# Андронік Лапард
Андронік Лапард (д/н — 1183/1184) — політичний та військовий діяч Візантійської імперії.

## Життєпис
Походив з знатного роду Лапардів. Про батьків й дату народження нічого невідомо. Своїй кар'єрі завдячує шлюбу з Феодорою, правнучкою імператора Іоанна II. За правління імператора Мануїла I очолював загін вестіарітів (один з корпус імператорської охорони), потім був хартуларієм (очільником податкового відомства). Крім того отримав титул себаста. Вперше згадується, як учасник синоду 1166 року.
У 1167 році брав участь у військовому поході проти Угорщини. Керував правим флангом у битві при Сірмії 1167 року, де візантійці здобули визначну перемогу. Можливо, деякий час обіймав посаду стратега феми Сірмій і Белград. У 1176 році був учасником військового походу проти румського султанату, але зумів врятуватися після нищівної поразки у битві при Міріокефалі.
У 1181 році спільно з Олексієм Враною обороняв Белград і Бранчево від угорських військ короля Бели III. Водночас підтримав заколот Андроніка Комніна. Перемога останнього у 1182 році розділила візантійських командувачів, оскільки Врана підняв заколот, який придушив Лапард біля Троянової брами. Але це призвело до втрати Сірмія, Белграда та придунайських земель.
1182 року Лапарда було відправлено до заколотника Іоанна Комніна Ватаца, який у битві при Філадельфії завдав поразки Лапарду. Втім, раптова смерть Ватаца дозволила перейти у наступ й невдовзі заколот було придушено. Незважаючи на це Лапард доволі швидко втратив довіру імператора Андроніка I.
Тому Андронік Лапард наприкінці 1183 або на початку 1184 року втік до Адраміттія (Мала Азія), де спробував повстати, але невдало. За наказом імператора Лапарда було засліплено та відправлено до Пантепоптського монастиря, де той незабаром помер.